# Phyllocnistis synglypta
Phyllocnistis synglypta är en fjärilsart som beskrevs av Edward Meyrick 1918. Phyllocnistis synglypta ingår i släktet Phyllocnistis och familjen styltmalar. Inga underarter finns listade i Catalogue of Life.